# استراتيجية المخاطرة
يمكن تصنيف استراتيجيات الأعمال بطرق عدة. يُعتبر تقييم الاستراتيجيات بناءً على درجة خطورتها إحدى الطرق الشائعة. تُقيَّم استراتيجيات المخاطر وفقًا لمصداقيتها التسويقية، وميلها للمخاطر، وفاعليتها المالية، وابتكار المنتج، وسرعة اتخاذ القرار، بالإضافة إلى أمور أخرى. عادة ما يصنَّف نطاق استراتيجيات المخاطرة ضمن أربع فئات، وهي: الاستراتيجيات الرائدة، والدفاعية، والتحليلية، والمتفاعلة.

## الاستراتيجية الرائدة
هي أكثر الاستراتيجيات الأربعة خطورة. عادة ما تتضمن برامج نشطة للتوسع في أسواق جديدة وتنشيط فرص جديدة. تُتابع عملية تطوير المنتجات الجديدة بشكل كبير، وتُعتبر استراتيجيات الحرب التسويقية طريقة شائعة لزيادة الحصة السوقية. تستجيب فورًا لأي إشارات تدل على وجود فرصة في السوق، وذلك عن طريق القليل من البحث أو التحليل.
تحصل الشركات على جزء كبير من عوائدها عن طريق المنتجات أو الأسواق الجديدة. عادة ما تكون ذات نسبة رفع مالي مرتفعة، وأحيانًا يتمتع أصحاب رؤوس الأموال بحقوق ملكية كبيرة. نسبة خطورة فشل المنتج أو رفض السوق له كبيرة، إذ يخضع مجال السوق الخاص بها لتغير مستمر بسبب ظهور فرص جديدة وتلاشي عروض المنتجات السابقة.
تقدر الشركات كونها الأولى في صناعة ما، وتعتقد أن تمتعها بخاصية كونها «المحرك الأول في السوق» سيقدم لها فرص تسعير عالية وهوامش مرتفعة. يُعتبر كشط السعر طريقة شائعة لاسترداد تكلفة التطوير. يمكن للشركات أن تكون انتهازية في استغلال الموظفين التقنيين والإداريين الرئيسيين. تمثل تكاليف الإعلانات، وترويج المبيعات، والمبيعات الشخصية نسبة عالية من المبيعات.
تُهيكل الشركات عادة بطريقة تتيح لكل وحدة إستراتيجية التمتع باستقلالية كبيرة. تميل الصناعة التي تعمل بها الشركات لتكون في طور البداية أو النمو من دورة حياتها، بوجود بعض المنافسين والتقنيات المتطورة.

## الاستراتيجية الدفاعية
تنطوي هذه الاستراتيجية على قرار يقتضي عدم دخول الأسواق بطريقة خطرة. نتيجة لذلك، لا تقوم بأي من الأشياء التي يفعلها الرواد. تنطوي الاستراتيجية الدفاعية على العثور على سوق آمن ومستقر نسبيًا والمحافظة عليه. بدلًا من أن تكون في طليعة الابتكارات التكنولوجية، وتطوير المنتج، وتحركات السوق، تحاول الشركات التي تتبنى الاستراتيجية الدفاعية عزل أنفسها عن التغييرات قدر المستطاع.
في محاولتها الحفاظ على السوق المستقر، تحاول إبقاء أسعارها منخفضة، أو إبقاء التكاليف الإعلانية والترويجية منخفضة، أو الاشتراك في التكامل الرأسي، أو تقديم عدد محدود من المنتجات، أو تقديم منتجات أو خدمة زبائن ذات جودة أفضل. تميل إلى أن تكون أبطأ في اتخاذ القرارات، وتقوم بتغيير ما فقط بعد بحث وتحليل مكثفين.
تسلك أهدافها اتجاه الكفاءة بدلًا من الفعالية. تكون الصناعة مدروسة، ذات تكنولوجيا، ومنتجات، وقطاعات سوق محددة بدقة. معظم حالات الشراء تكون تكرارية أو استبدالية.

## الاستراتيجية التحليلية
تحتل الاستراتيجية التحليلية مكانًا وسطيًا بين الاستراتيجيتين الدفاعية والرائدة. تخاطر بنسبة أقل من الاستراتيجية الرائدة، وترتكب أخطاء أقل منها، ولكنها أقل ارتباطًا بالاستقرار من الاستراتيجية الدفاعية. تتبنى معظم الشركات الاستراتيجية التحليلية. من النادر أن تأخذ الخطوات الأولى في صناعة ما، ولكنها عادة ما تحتل الترتيب الثاني أو الثالث في دخولها.
تميل إلى التوسع في مجالات قريبة من قدراتها الأساسية. بدلًا من تطوير منتجات جديدة كليًا، تجري تحسينات تدريجية على المنتجات الموجودة. بدلًا من التوسع في أسواق جديدة، تتوسع تدريجيًا في الأسواق الموجودة. تحاول المحافظة على محفظة استثمارية متوازنة للمنتجات، بوجود بعض مولدات الدخل الثابتة، وبعض الفائزين المحتملين. تراقب تطور صناعتها عن كثب، ولكنها لا تتصرف حتى تتأكد من أن الوقت مناسب.